# Oneworld
Oneworld — третий (после Star Alliance и SkyTeam) крупнейший авиационный альянс в мире. Авиакомпании — члены альянса и их подразделения отличаются высокой степенью сотрудничества в планировании, продаже билетов, программах лояльности, стыковках рейсов, код-шеринге, совместном использовании терминалов аэропортов, что сокращает затраты и позволяет обмениваться опытом.
Oneworld был создан в 1999 году, был первым альянсом авиакомпаний, который использует централизованную систему управления. Находящийся в Нью-Йорке центральный офис Oneworld управляется Управляющим Партнёром, который отчитывается перед Правлением альянса, которое состоит из руководителей каждой из авиакомпаний — участников альянса. Председатель Правления избирается по принципу ротации. Отчитываются Управляющему Партнёру главы подразделений: Коммерческого отдела, IT, PR, Отдела аэропортов и работы с потребителями и Глобальный Проектный Директор.
Авиакомпании — члены альянса также применяют единые принципы работы, насколько это возможно, ведут одинаковую политику и используют одинаковые процедуры, сотрудничают в технологической сфере. Затраты членов альянса оптимизируются через единые закупки.
Oneworld был признан Skytrax Research лучшим авиационным альянсом в 2013 году.
После вступления SriLankan Airlines в 2014 году альянс стал обслуживать 992 направления в 152 странах во всем мире, выполняя более 14000 ежедневных рейсов. SriLankan усилит присутствие альянса в Южной Азии. Oneworld — единственный авиационный альянс, который имеет полный охват Австралии (Qantas) и лидер в крупнейшем экономическом регионе Латинской Америки (TAM Airlines и LAN Airlines). С учётом вступивших в 2014 году авиакомпаний в альянс можно сказать, что Oneworld перевез в 2013 году около 507 млн пассажиров в общей сложности на 3324 самолётах. В прошлом году альянс получил чистую прибыль в размере 1019 млн USD.

## История членства
- 1998 — Альянс Oneworld был создан авиакомпаниями American Airlines, British Airways, Canadian Airlines, Cathay Pacific и Qantas Airways.

- 1999 — Oneworld начал операционную деятельность с 1 февраля. Iberia и Finnair в этом году присоединились к альянсу.

- 2000 — Aer Lingus и LanChile (сегодня известна как LAN Airlines) вошли в альянс. После периода финансовых трудностей член-основатель Oneworld Canadian Airlines вышла из альянса в связи со слиянием с Air Canada, членом Star Alliance.

- 2003—2004 — Swiss International Air Lines приняла приглашение на вступление в альянс в сентябре 2003, однако в июне 2004 года Swiss вышла из альянса.

- 2005 — 17 октября Royal Jordanian приняли предложение о вступлении в Oneworld. 25 октября Japan Airlines подали заявку о вступлении в Oneworld. 22 ноября Malév принял предложение о вступлении в альянс.

- 2006 — Japan Airlines подписали меморандум о взаимопонимании с Oneworld. После дополнительных переговоров авиакомпания вошла в альянс.

- 2007 — 1 апреля Japan Airlines, Royal Jordanian и Malév стали полноправными членами альянса; пять аффилированных компаний с Japan Airlines и две аффилированные компании LAN Airlines, LAN Ecuador и LAN Argentina вступили в Oneworld. В этот же день Aer Lingus вышел из альянса. 1 ноября Dragonair вступил в альянс как аффилированная компания (как дочернее предприятие Cathay Pacific)[2].

- 2009 — Мексиканская авиакомпания Mexicana стала одиннадцатым участником этого объединения.

- 2010 — 15 ноября авиакомпания S7 Airlines официально стала первой российской авиакомпанией - полноправным членом этого альянса. В конце августа авиакомпания Mexicana приостановила все операции.

- 2011 — Авиакомпания Malév Hungarian Airlines обанкротилась, вследствие чего прекратила операционную деятельность.

- 2012 — 20 марта авиакомпания Air Berlin стала полноправным участником альянса.

- 2013 — 31 января Malaysia Airlines стала полноправным участником альянса. 1 октября LAN Colombia стала участником альянса. 30 октября в альянс вступила Qatar Airways и стала второй авиакомпанией из Ближнего Востока.

- 2014 — 1 апреля TAM Airlines и US Airways завершили переход в глобальный авиационный альянс oneworld. Обе авиакомпании предлагают своим пассажирам все преимущества альянса oneworld с первого рейса 31 марта 2014 года, покинув Star Alliance накануне вечером[3]. 1 мая национальный перевозчик Шри-Ланки SriLankan Airlines присоединился к глобальному авиационному альянсу oneworld.

- 2018 — Авиакомпания Fiji Airways стала первым перевозчиком в рамках программы oneworld connect[4].

- 2020 — Royal Air Maroc становится полноправным 14-м участником альянса[5].
- 19 апреля 2022 — Авиационный альянс Oneworld приостановил членство российской авиакомпании S7 Airlines из-за полномасштабного вторжения России на территорию Украины[6].

## Совместное размещение в аэропортах
Как правило, члены Oneworld стремятся к совместному размещению в аэропортах. Основные такие размещения:
- 2006 — Все авиакомпании Oneworld в аэропорту Мадрида переехали в Терминал 4 5 февраля. Аэропорт является базовым для члена альянса Iberia Airlines. Будущий член альянса Malév переехал в Терминал 8 в аэропорту имени Джона Кеннеди, где уже обслуживались American Airlines и Finnair. Также Royal Jordanian переехал в Домодедово в Москве, в Международный аэропорт имени Шарля де Голля в Париже и в Терминал 4 аэропорта имени Джона Кеннеди в Нью-Йорке.

- 2007 — Все члены Oneworld (кроме British Airways) стали совместно использовать Терминал 2 в Международном аэропорту Нарита, который является хабом Japan Airlines.

- 2008 — С марта все члены Oneworld (кроме British Airways) будут совместно использовать Терминал 3 в лондонском аэропорту Хитроу. British Airways будут полностью использовать Терминал 5, хотя часть рейсов всё же будут выполняться из Терминала 3[7].

- 2009 — В аэропорту Шоуду в Пекине произошёл переезд большинства авиакомпании альянса на стойки В и С в терминале 3.

- 2009 — С 1 февраля 2014 года все рейсы S7 Airlines в Санкт-Петербурге (аэропорт Пулково) будут обслуживаться в новом Терминале 1[8].

## Пассажирский флот
Общий пассажирский флот полноправных членов альянса состоит из 2652 самолётов, в том числе:
| Авиакомпания      | Общее кол-во | Дальнемагистральные | Среденемагистральные | Ближнемагистральные |
| ----------------- | ------------ | ------------------- | -------------------- | ------------------- |
| American Airlines | 970          | 125                 | 845                  | -                   |
| Alaska Airlines   | 326          | -                   | 326                  | -                   |
| British Airways   | 294          | 127                 | 167                  | -                   |
| Qatar Airways     | 260          | 218                 | 42                   | -                   |
| Cathay Pacific    | 177          | 165                 | 12                   | -                   |
| Japan Airlines    | 145          | 103                 | 42                   | -                   |
| Qantas Airways    | 125          | 50                  | 75                   | -                   |
| Iberia            | 97           | 49                  | 48                   | -                   |
| Finnair           | 79           | 26                  | 41                   | 12                  |
| Malaysia Airlines | 77           | 31                  | 46                   | -                   |
| Royal Air Maroc   | 50           | 10                  | 34                   | 6                   |
| Royal Jordanian   | 30           | 7                   | 23                   | -                   |
| SriLanka Airlines | 22           | 9                   | 13                   | -                   |
| Всего:            | 2652         | 930                 | 1714                 | 18                  |

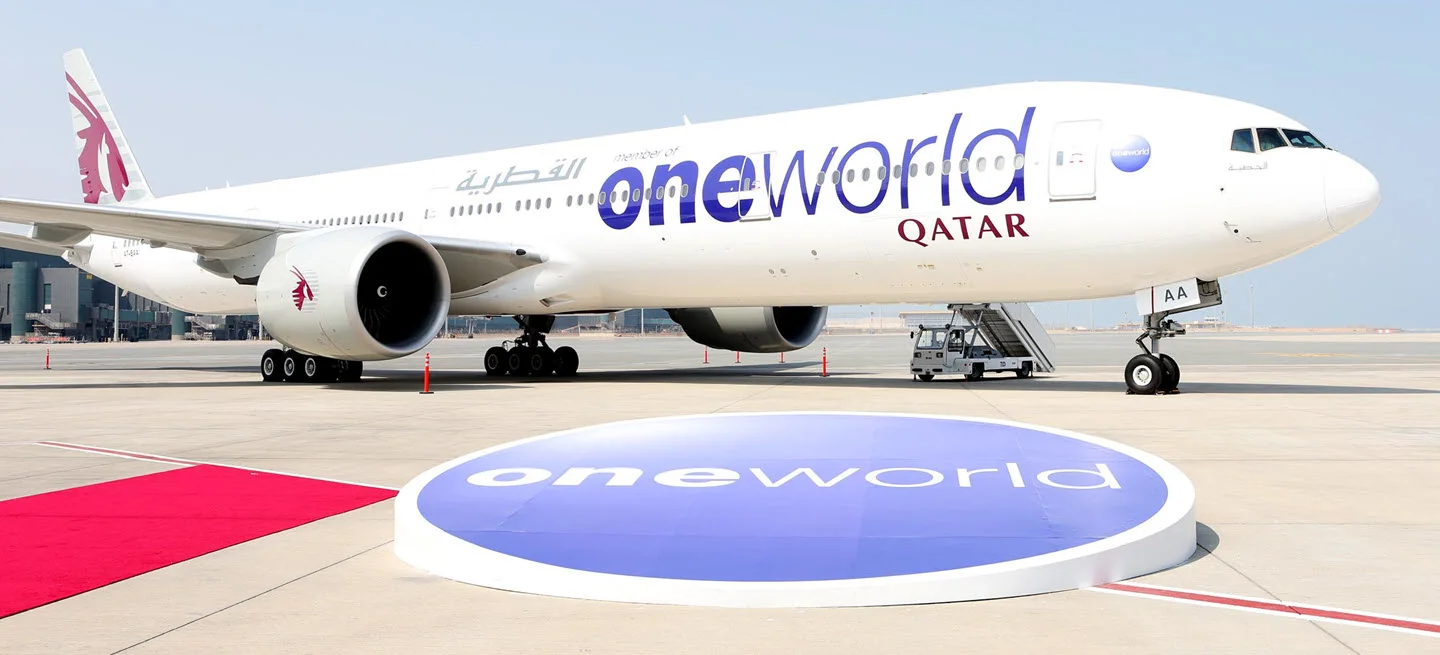
Boeing 777 авиакомпании Qatar Airways в ливрее OneWorld

* Таблица не включает самолеты дочерних авиакомпаний

## Логотип
Небольшой логотип Oneworld (около 10 см в диаметре) появился на входной двери лайнеров авиакомпаний.
В настоящее время самолёты в специальной ливрее Oneworld есть у всех постоянных авиакомпаний - членов альянса.

## Члены альянса

### Полноправные члены альянса и их филиалы
| Член альянса         | Дата вступления | Аффилированные члены              |
| -------------------- | --------------- | --------------------------------- |
| American Airlines[А] | 1 февраля 1999  | American Eagle[Б]                 |
| British Airways[А]   | 1 февраля 1999  | BA CityFlyer Comair[В] Sun Air[В] |
| Cathay Pacific[А]    | 1 февраля 1999  | Cathay Dragon                     |
| Finnair              | 1 сентября 1999 | Nordic Regional Airlines[Г]       |
| Iberia               | 1 сентября 1999 | Iberia Express Iberia Regional[Д] |
| Japan Airlines       | 1 апреля 2007   | J-Air Japan Transocean Air        |
| Malaysia Airlines    | 1 февраля 2013  | н/д                               |
| Qantas[А]            | 1 февраля 1999  | QantasLink[Е]                     |
| Qatar Airways        | 30 октября 2013 | н/д                               |
| Royal Air Maroc      | 1 апреля 2020   | Royal Air Maroc Express           |
| Royal Jordanian      | 1 апреля 2007   | н/д                               |
| Alaska Airlines      | 31 марта 2021   |                                   |
| SriLankan Airlines   | 1 мая 2014      | н/д                               |

А Члены-основатели.
Б Рейсы American Eagle осуществляются авиакомпаниями Envoy Air, Mesa Airlines, Piedmont Airlines, PSA Airlines, Republic Airways и SkyWest Airlines.
В Независимые франшизы под брендом, ливреей и кодом British Airways.
Г Только на маршрутах, совместных с Finnair.
Д Рейсы Iberia Regional выполняются авиакомпанией Air Nostrum.
Е QantasLink использует услуги Cobham Aviation Services, Network Aviation, Eastern Australia Airlines и Sunstate Airlines.

### Члены Connect и их филиалы
| Член Connect | Дата вступления | Аффилированные члены |
| ------------ | --------------- | -------------------- |
| Fiji Airways | 3 июня 2018     | Fiji Link            |

### Членство приостановлено
| Авиакомпания | Дата вступления | Дата приостановки | Аффилированные члены | Заметки |
| ------------ | --------------- | ----------------- | -------------------- | --- |
| S7 Airlines  | 15 ноября 2010  | 29 апреля 2022    | н/д                  | В связи с ограничением международного авиасообщения значительно сократилось бизнес-взаимодействие S7 Airlines с альянсом oneworld. В такой ситуации S7 Airlines и oneworld приняли совместное решение с 19 апреля 2022 приостановить действие соглашения. |

### Бывшие члены альянса и их филиалы
| Бывший член альянса | Дата вступления | Дата выхода     | Аффилированные члены                                                           | Заметки                                                                                            |
| ------------------- | --------------- | --------------- | ------------------------------------------------------------------------------ | -------------------------------------------------------------------------------------------------- |
| Aer Lingus          | 1 июня 2000     | 31 марта 2007   | н/д                                                                            | Вышла из альянса из-за реструктуризации компании.                                                  |
| Air Berlin          | 20 марта 2012   | 28 октября 2017 | Niki                                                                           | Прекращение деятельности 28 октября 2017.                                                          |
| Canadian Airlines   | 1 февраля 1999  | 1 июня 2000     | Calm Air Canadian North Canadian Regional Airlines Inter-Canadien Air Atlantic | Член-основатель. Была приобретена Air Canada, являющейся членом Star Alliance.                     |
| LATAM Airlines      | 1 июня 2000     | 1 мая 2020      | LATAM Argentina LATAM Brasil LATAM Colombia LATAM Ecuador LATAM Perú           | Вышла из альянса после покупки 20% LATAM авиакомпанией Delta Air Lines, являющейся членом SkyTeam. |
| Malév               | 29 марта 2007   | 3 февраля 2012  | н/д                                                                            | Прекращение деятельности 3 февраля 2012.                                                           |
| Mexicana            | 10 ноября 2009  | 28 августа 2010 | MexicanaClick MexicanaLink                                                     | Прекращение деятельности 28 августа 2010.                                                          |

### Бывшие филиалы нынешних членов альянса
| Бывший филиал                  | Дата вступления | Дата выхода | Материнская компания |
| ------------------------------ | --------------- | ----------- | -------------------- |
| Aero Airlines                  | 2002            | 2008        | Finnair              |
| Air Liberté[А]                 | 1999            | 2000        | British Airways      |
| Airconnex                      | 2001            | 2004        | Qantas               |
| Al Maha Airways                | 2014            | 2017        | Qatar Airways        |
| AmericanConnection[Б]          | 2001            | 2014        | American Airlines    |
| Australian Airlines            | 2002            | 2006        | Qantas               |
| BA Connect[А]                  | 1999            | 2007        | British Airways      |
| BMED[А]                        | 1999            | 2007        | British Airways      |
| British Airways Limited        | 2012            | 2015        | British Airways      |
| Deutsche BA[А]                 | 1999            | 2008        | British Airways      |
| FlyNordic                      | 2003            | 2007        | Finnair              |
| GB Airways [А]                 | 1999            | 2008        | British Airways      |
| JAL Express                    | 2007            | 2014        | Japan Airlines       |
| JALways                        | 2007            | 2010        | Japan Airlines       |
| Japan Asia Airways             | 2007            | 2008        | Japan Airlines       |
| Loganair [А]                   | 1999            | 2008        | British Airways      |
| Mihin Lanka[В]                 | 2014            | 2016        | SriLankan Airlines   |
| OpenSkies                      | 2008            | 2018        | British Airways      |
| Qantas New Zealand             | 2000            | 2001        | Qantas               |
| Regional Air                   | 2001            | 2005        | British Airways      |
| Southern Australia Airlines[А] | 1999            | 2002        | Qantas               |
| US Airways[Г]                  | 2014            | 2015        | American Airlines    |
| US Airways Express[Д]          | 2014            | 2015        | American Airlines    |
| US Airways Shuttle             | 2014            | 2015        | American Airlines    |

А Аффилированный член-основатель.
Б Рейсы AmericanConnection выполнялись авиакомпаниями Chautauqua Airlines, Trans States Airlines и RegionsAir.
В Была объединена со SriLankan Airlines 31 октября 2016.
Г Была объединена с American Airlines 17 октября 2015.
Д Рейсы US Airways Express выполнялись авиакомпаниями Air Wisconsin, Mesa Airlines, Piedmont Airlines, PSA Airlines, Republic Airways и SkyWest Airlines.